# اولیویا دی هاویلند
اولیویا مری دی هاویلند (به انگلیسی: Olivia Mary de Havilland) (زادهٔ ۱ ژوئیهٔ ۱۹۱۶ – درگذشتهٔ ۲۶ ژوئیهٔ ۲۰۲۰) هنرپیشه بریتانیایی-آمریکایی برنده جایزه اسکار بود. او از والدینی انگلیسی در توکیو زاده شد. دی هاویلند و خواهر کوچکترش جون فونتین در سال ۱۹۱۹ به کالیفرنیا کوچ کردند. او در نقش «ملانی همیلتون» در فیلم بر باد رفته (۱۹۳۹) و نقش مقابل ارول فلین در ماجراهای رابین‌هود (۱۹۳۸)، شهر داج (۱۹۳۹)، و ردپای سانتا فه (۱۹۴۰) حضور داشت.
اولیویا دی هاویلند یکی از آخرین بازماندگان سینمای کلاسیک هالیوود و پیرترین بازیگر در قید حیات برنده جایزه اسکار بود. وی همچنین آخرین بازیگر بازمانده از بین هنرپیشگان اصلی فیلم کلاسیک بر باد رفته بود.
دی هاویلند و خواهرش فونتین تنها دو خویشاوندی بودند که برنده جایزه اسکار نقش اول شده بودند. وی همچنین جایزه هیئت ملی بازبینی فیلم، جایزه حلقه منتقدان فیلم نیویورک، روبان نقره‌ای اتحادیه ملی روزنامه‌نگاران سینمایی ایتالیا و جایزه ولپی جشنواره فیلم بخاطر ایفای نقش در فیلم گودال مار (۱۹۴۸) دریافت نمود. جایزه گلدن گلوب بخاطر ایفای نقش در وارثه (۱۹۵۰) و آناستازیا (۱۹۸۷) به وی اعطا شد. او بخاطر فعالیت‌هایش در سینما، به دریافت یک ستاره در پیاده‌رو شهرت هالیوود، مفتخر شده بود.

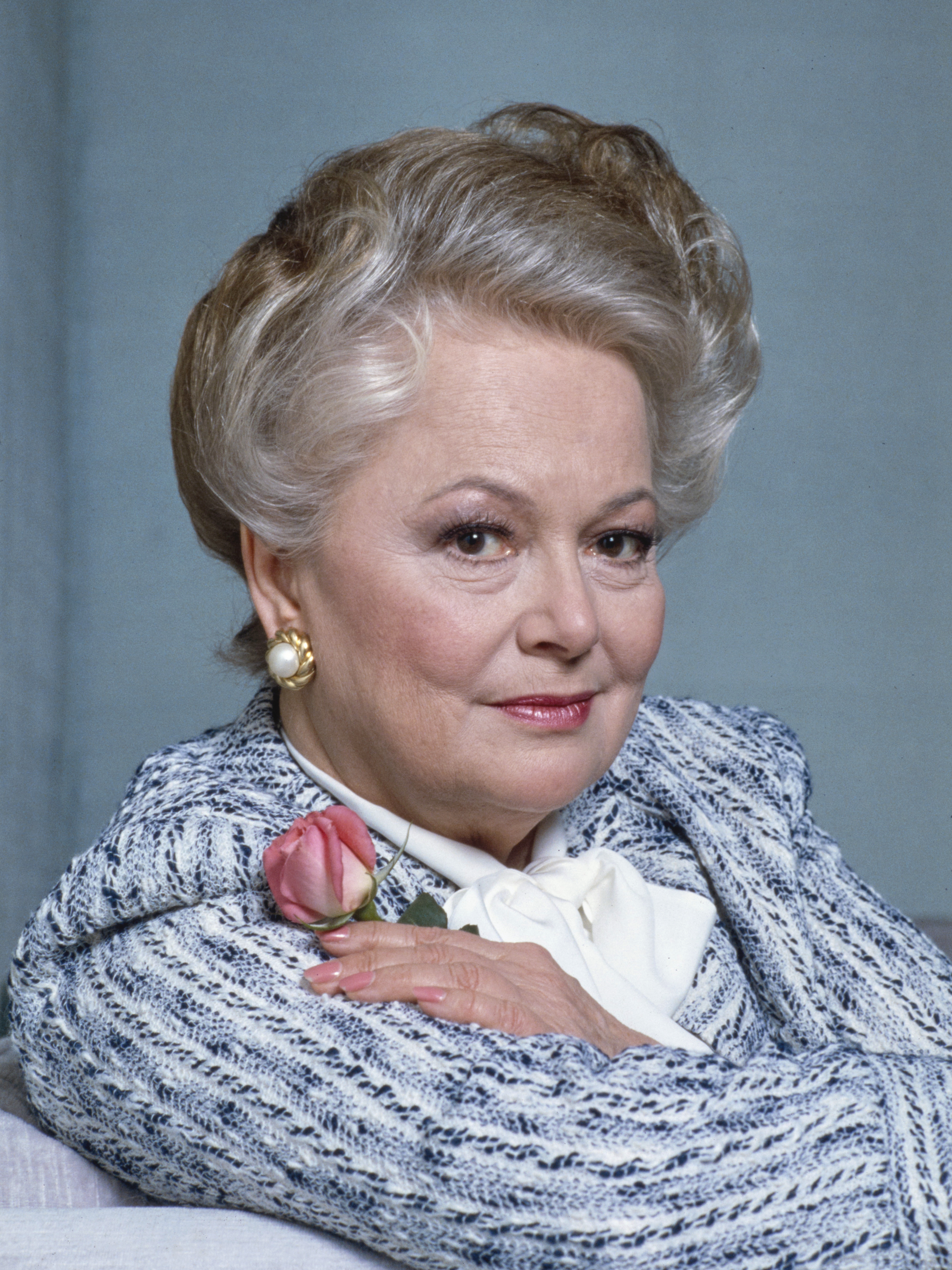
پرتره‌ای از دی هاویلند به‌تاریخ ‏فوریه ۱۹۸۵‏.

## آغاز زندگی و خانواده
اولیویا دی هاویلند در ۱ ژوئیه ۱۹۱۶ در توکیوی ژاپن از پدر و مادری بریتانیایی زاده شد و سال‌ها بعد به همراه خواهر کوچکترش جون فونتین به آمریکا رفت تا به اصرار مادرشان به دنیای بازیگری بپیوندند.
پدرش، والتر دی هاویلند در دانشگاه کمبریج تحصیل کرده بود و به عنوان استاد زبان انگلیسی در کالج الیزابت در گروزنی تدریس می‌کرد. مادرش لیلیان فونتین در آکادمی سلطنتی هنرهای دراماتیک لندن تحصیل کرده بود و هنرپیشه تئاتر بود که بعدها حرفهٔ خود را رها نمود. والدین اولیویا در سال ۱۹۱۴ ازدواج کردند. اما این ازدواج به واسطه خیانت‌های پدرش پایان خوشی نداشت. 
مادر اولیویا به دخترانش هنر یاد می‌داد، برای فرزندانش شکسپیر می‌خواند و به آن‌ها موسیقی و سخنرانی آموزش می‌داد. در آوریل ۱۹۲۵ پس از اینکه طلاق والتر و لیلیان قطعی شد، لیلیان با یک صاحب فروشگاه بنام جرج ام. فونتین ازدواج کرد.

## زندگی حرفه‌ای
نخستین تجربه بازیگری تئاتر اولیویا دی هاویلند در سال ۱۹۳۳ بود. او در سال ۱۹۳۴ در نمایش رؤیای شب نیمه تابستان به کارگردانی ماکس راینر بازی کرد. در سال ۱۹۳۵ دی هاویلند نخستین حضور خود در سینما را با بازی در فیلم همان نمایشنامه رؤیای شب نیمه تابستان ساخته ماکس راینر تجربه کرد که در اکتبر ۱۹۳۵ به نمایش درآمد.
به دنبال این فیلم استودیوی برادران وارنر قراردادی هفت ساله با او بست اما او یکی از اولین زنان تاریخ سینمای آمریکا بود که در برابر رفتار برده‌وار استودیو با بازیگران سرخم نکرد. این اختلاف به دعوای حقوق طولانی با استودیو کشید و باعث شد که او، دو سال از بهترین سال‌های اوج بازیگری را از دست بدهد. هاویلند در نهایت برندهٔ این دادگاه شد.
اولیویا دی هاویلند با فیلم کاپیتان بلاد به یک ستاره تبدیل شد.

## زندگی شخصی
اولیویا دی هاویلند دو بار ازدواج نمود. در ۲۴ ژانویه ۱۹۴۶ با مارکوس گودریچ کهنه سرباز نیروی دریایی، نویسنده و فیلم‌نامه‌نویس ازدواج کرد. آن‌ها در ۱ دسامبر ۱۹۴۹ صاحب یک فرزند پسر به نام «بنجامین» شدند. این زوج در سال ۱۹۵۲ از همدیگر جدا شدند. فرزندشان نیز در ۱ اکتبر ۱۹۹۱ در سن ۴۱ سالگی در اثر لنفوم هاجکین درگذشت.
اولیویا دی هاویلند در ۲ آوریل ۱۹۵۵ با «پیر گالانته»، روزنامه‌نگار و ویراستار هفته‌نامه خبری پاری مچ ازدواج کرد. آن‌ها در روز ۱۸ ژوئیه ۱۹۵۶ صاحب یک فرزند دختر بنام «ژیزل» شدند.
بر پایه کتاب خاطراتش، از اواخر دهه ۱۹۵۰ (میلادی) در پاریس زندگی می‌کرد.

## اواخر زندگی و مرگ
اولیویا دی هاویلند در اواخر عمر به ندرت در اماکن عمومی ظاهر می‌شد.
وی در ۲۶ ژوئیه ۲۰۲۰ بر اثر کهولت سن در ۱۰۴ سالگی و در خواب درگذشت.

## افتخارات و جوایز
- برنده دو جایزه اسکار در بخش بهترین بازیگر نقش اول زن برای فیلم‌های هر کس سوی خودش (۱۹۴۶) و وارثه (۱۹۴۹) بود.[۲]
- برنده بهترین بازیگر نقش اول زن گلدن گلوب - وارثه ۱۹۴۹
- در ۱۷ نوامبر ۲۰۰۸، در سن ۹۲ سالگی، مدال ملی هنر را دریافت کرد.
- در ۹ سپتامبر ۲۰۱۰ نشان شوالیه لژیون دونور توسط نیکولا سارکوزی به وی داده شد.

## نگارخانه

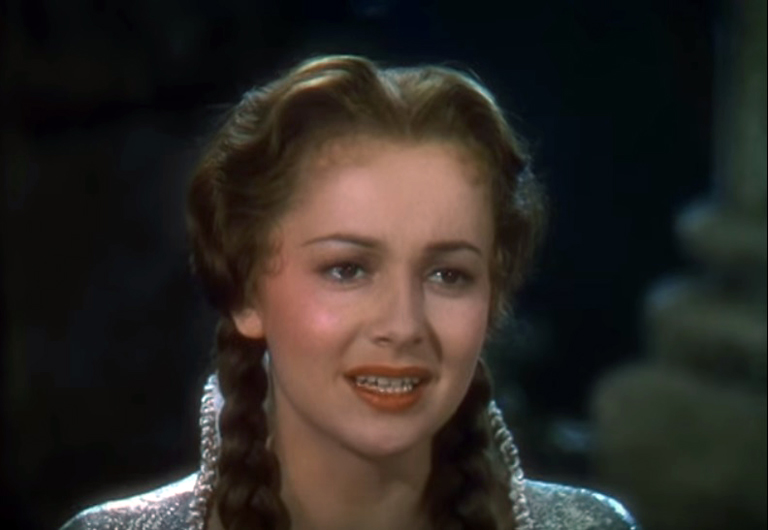
ماجراهای رابین‌هود
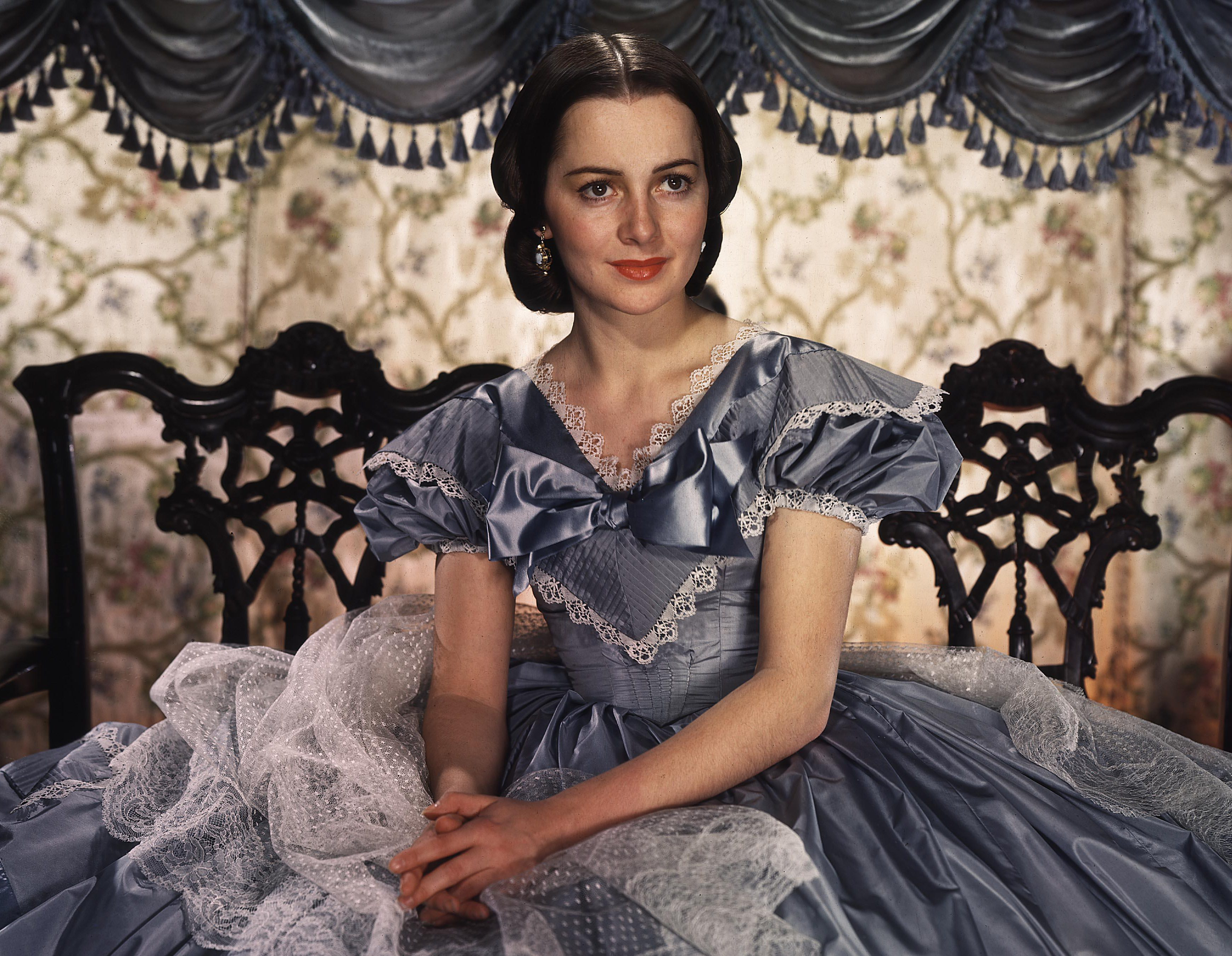
در نقش ملانی در فیلم بر باد رفته
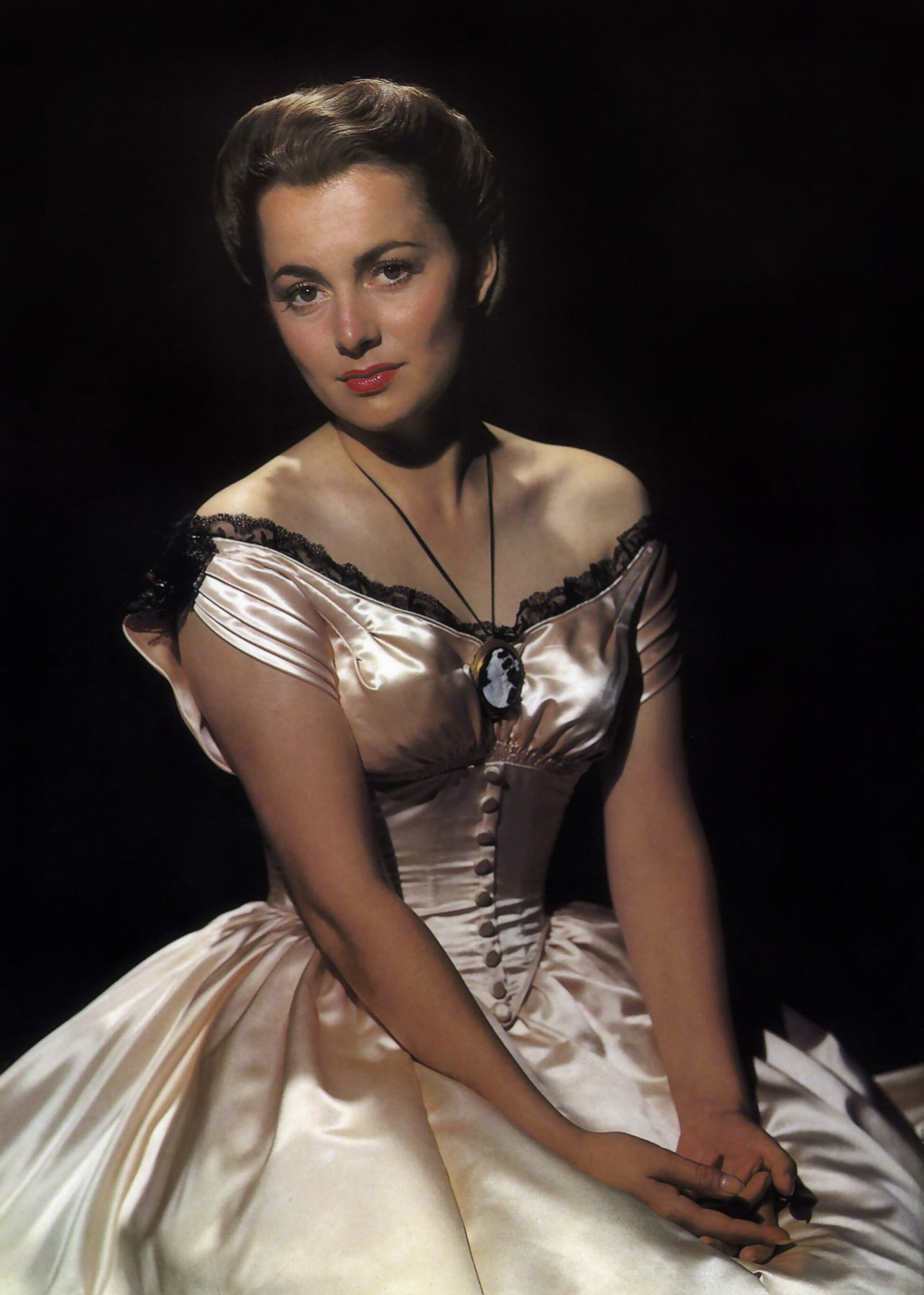
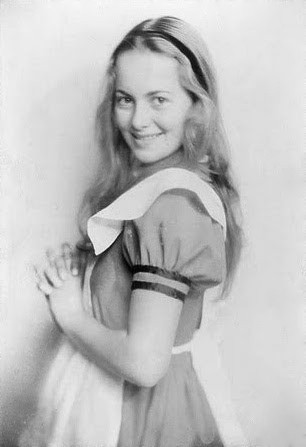
در سال ۱۹۳۳ مصادف با ۱۷ سالگی

## فیلم‌شناسی

### فیلم
| سال  | عنوان                                 | نقش                         | کارگردان                    | بازیگر نقش اصلی مرد | استودیو                    | توضیحات | منبع   |
| ---- | ------------------------------------- | --------------------------- | --------------------------- | ------------------- | -------------------------- | --- | ------ |
| ۱۹۳۵ | Alibi Ike                             | دالی استیونز                | ری انرایت                   | جو ای براون         | برادران وارنر              | | [ ۳ ]  |
| ۱۹۳۵ | The Irish in Us                       | لوسیل جکسن                  | لوید بیکن                   | جیمز کاگنی          | برادران وارنر              | | [ ۴ ]  |
| ۱۹۳۵ | رؤیای شب نیمه تابستان                 | Hermia                      | مکس راینهاردت ویلیام دیترله | دیک پاول            | برادران وارنر              | فیلم نخست | [ ۶ ]  |
| ۱۹۳۵ | کاپیتان بلاد                          | آربلا بیشاب                 | مایکل کورتیز                | ارول فلین           | برادران وارنر              | | [ ۷ ]  |
| ۱۹۳۶ | آنتونی ادورس                          | آنجلا جوزپه                 | مروین لیروی                 | فردریک مارچ         | برادران وارنر              | | [ ۸ ]  |
| ۱۹۳۶ | The Charge of the Light Brigade       | السا کمپبل                  | مایکل کورتیز                | ارول فلین           | برادران وارنر              | | [ ۹ ]  |
| ۱۹۳۷ | Call It a Day                         | کاترین کت هیلتون            | آرچی مایو                   | ایان هانتر          | برادران وارنر              | | [ ۱۰ ] |
| ۱۹۳۷ | به دنبال عشقم                         | مارسیا وست                  | آرچی مایو                   | لسلی هاوارد         | برادران وارنر              | | [ ۱۱ ] |
| ۱۹۳۷ | گریک بزرگ                             | جِرمانی دِ لا کُبرِ             | جیمز ویل                    | برایان اهرن         | برادران وارنر              | | [ ۱۲ ] |
| ۱۹۳۸ | طلا جایی است که شما آن را پیدا می‌کنید | سرنا اسپرات فریس            | مایکل کورتیز                | جرج برنت            | برادران وارنر              | | [ ۱۳ ] |
| ۱۹۳۸ | ماجراهای رابین‌هود                     | بانو ماریان فیتز والتر      | مایکل کورتیز ویلیام کیلی    | ارول فلین           | برادران وارنر              | | [ ۱۴ ] |
| ۱۹۳۸ | Four's a Crowd                        | لوری دیلینگول               | مایکل کورتیز                | ارول فلین           | برادران وارنر              | | [ ۱۵ ] |
| ۱۹۳۸ | Hard to Get                           | مارگارت 'مگی' ریچاردز       | ری انرایت                   | دیک پاول            | برادران وارنر              | | [ ۱۶ ] |
| ۱۹۳۹ | بال‌های نیروی دریایی                   | آیرین دیل                   | لوید بیکن                   | جرج برنت            | برادران وارنر              | | [ ۱۷ ] |
| ۱۹۳۹ | شهر داج                               | اّبی اروینگ                  | مایکل کورتیز                | ارول فلین           | برادران وارنر              | | [ ۱۸ ] |
| ۱۹۳۹ | زندگی خصوصی الیزابت و اسکس            | بانو پنه لوپه گری           | مایکل کورتیز                | ارول فلین           | برادران وارنر              | | [ ۱۹ ] |
| ۱۹۳۹ | رافلز                                 | گوئن ماندرز                 | سم وود                      | دیوید نیون          | یونایتد آرتیستس            | | [ ۲۰ ] |
| ۱۹۳۹ | بربادرفته                             | ملانی همیلتون ویلکس         | ویکتور فلمینگ               | کلارک گیبل          | ام‌جی‌ام                     | نامزدی – جایزه اسکار بهترین بازیگر نقش مکمل زن | [ ۲۲ ] |
| ۱۹۴۰ | عشق من بازگشت                         | آملیا کورنل                 | کرتیس برنهارت               | جفری لین            | برادران وارنر              | | [ ۲۳ ] |
| ۱۹۴۰ | مسیر سانتافه                          | کیت کارسن هالیدی            | مایکل کورتیز                | ارول فلین           | برادران وارنر              | | [ ۲۴ ] |
| ۱۹۴۱ | زنی با موهای شرابی بلوند              | ایمی لیند گریمز             | رائول والش                  | جیمز کاگنی          | برادران وارنر              | | [ ۲۵ ] |
| ۱۹۴۱ | جلوی سحر را بگیرید                    | امی براون                   | میچل لایزن                  | شارل بوآیه          | پارامونت پیکچرز            | نامزدی – جایزه اسکار بهترین بازیگر نقش اول زن | [ ۲۶ ] |
| ۱۹۴۱ | They Died with Their Boots On         | الیزابت بیکن کاستر          | رائول والش                  | ارول فلین           | برادران وارنر              | | [ ۲۷ ] |
| ۱۹۴۲ | حیوان نر                              | الن ترنر                    | الیوت نیوجنت                | هنری فوندا          | برادران وارنر              | | [ ۲۸ ] |
| ۱۹۴۲ | در این زندگی ما                       | روی تیمبرلیک                | جان هیوستون                 | جرج برنت            | برادران وارنر              | | [ ۲۹ ] |
| ۱۹۴۳ | Thank Your Lucky Stars                | خودش                        | دیوید باتلر                 | ادی کانتور          | برادران وارنر              | Cameo | [ ۳۰ ] |
| ۱۹۴۳ | پرنسس اوروک                           | پرنسس ماریا – (مری ویلیامز) | نورمن کراسنا                | رابرت کامینگز       | برادران وارنر              | | [ ۳۱ ] |
| ۱۹۴۳ | دختر حکومتی                           | الیزابت "اسموکی" آلارد      | دادلی نیکولز                | سانی تافتس          | آر.ک.ئو                    | | [ ۳۲ ] |
| ۱۹۴۶ | هر کس سوی خودش                        | دوشیزه جوزفین جودی نوریس    | میشل لیزن                   | جان لوند            | پارامونت                   | برنده – جایزه اسکار بهترین بازیگر نقش اول زن | [ ۳۳ ] |
| ۱۹۴۶ | از خودگذشتگی                          | شارلوت برونته               | کرتیس برنهارت               | پل هنرید            | برادران وارنر              | | [ ۳۴ ] |
| ۱۹۴۶ | The Well Groomed Bride                | مارجی داوسون                | سیدنی لنفیلد                | ری میلند            | پارامونت                   | | [ ۳۵ ] |
| ۱۹۴۶ | آینه تاریک                            | تری کالینز / روث کالینز     | روبرت زیودماک               | لو آیرس             | یونیورسال پیکچرز           | | [ ۳۶ ] |
| ۱۹۴۸ | گودال مار                             | ویرجینیا استوارت کانینگهام  | آناتول لیتواک               | مارک استیونز        | استودیو قرن بیستم          | - برنده – جایزه هیئت ملی بازبینی فیلم برای بهترین بازیگر زن - برنده – جایزه حلقه منتقدان فیلم نیویورک برای بهترین بازیگر نقش اول زن - برنده – جشنواره فیلم ونیز - نامزدی – جایزه اسکار بهترین بازیگر نقش اول زن | [ ۳۸ ] |
| ۱۹۴۹ | وارثه                                 | کاترین اسلوپر               | ویلیام وایلر                | مونتگومری کلیفت     | پارامونت                   | - برنده – جایزه اسکار بهترین بازیگر نقش اول زن - برنده – جایزه گلدن گلوب بهترین بازیگر زن فیلم درام - برنده – جایزه حلقه منتقدان فیلم نیویورک برای بهترین بازیگر نقش اول زن                                     | [ ۴۰ ] |
| ۱۹۵۲ | دختر عموی من ریچل                     | راشل سانگالتی اشلی          | هنری کاستر                  | ریچارد برتون        | استودیو قرن بیستم          | نامزدی – جایزه گلدن گلوب بهترین بازیگر زن فیلم درام | [ ۴۱ ] |
| ۱۹۵۵ | آن بانو                               | آنا د مندوزا                | ترنس یانگ                   | گیلبرت رولان        | استودیو قرن بیستم          | | [ ۴۲ ] |
| ۱۹۵۵ | Not as a Stranger                     | کریستینا هدویگسون           | استنلی کریمر                | رابرت میچام         | یونایتد آرتیستس            | | [ ۴۳ ] |
| ۱۹۵۶ | دختر سفیر                             | جوان فیسک                   | نورمن کراسنا                | جان فورسایث         | یونایتد آرتیستس            | | [ ۴۴ ] |
| ۱۹۵۸ | یاغی مغرور                            | لینت مور                    | مایکل کورتیز                | الن لاد             | استودیو سینمایی والت دیزنی | | [ ۴۵ ] |
| ۱۹۵۹ | تهمت                                  | بانو مارگارت لودون          | آنتونی اسکویت               | درک بوگارد          | ام‌جی‌ام                     | | [ ۴۶ ] |
| ۱۹۶۲ | Light in the Piazza                   | مگ جانسون                   | گای گرین                    | روسانو براتزی       | ام‌جی‌ام                     | | [ ۴۷ ] |
| ۱۹۶۴ | بانو در قفس                           | خانم کورنلیا هیلارد         | والتر گراومن                | جیمز کان            | پارامونت                   | | [ ۴۸ ] |
| ۱۹۶۴ | هیس… هیس، شارلوت عزیز                 | میریام دیرینگ               | رابرت آلدریچ                | جوزف کاتن           | استودیو قرن بیستم          | | [ ۴۹ ] |
| ۱۹۷۰ | ماجراجویان                            | دبورا هادلی                 | لوئیس گیلبرت                | شارل آزناوور        | پارامونت                   | | [ ۵۰ ] |
| ۱۹۷۲ | پاپ ژوان                              | مادر ارشد                   | مایکل اندرسون               | فرانکو نرو          | کلمبیا پیکچرز              | | [ ۵۱ ] |
| ۱۹۷۷ | فرودگاه ۷۷                            | امیلی لیوینگستون            | جری جیمسون                  | جک لمون             | یونیورسال پیکچرز           | | [ ۵۲ ] |
| ۱۹۷۸ | حمله زنبورها                          | مائورین شوستر               | ایروین آلن                  | مایکل کین           | برادران وارنر              | | [ ۵۳ ] |
| ۱۹۷۹ | تفنگ‌دار پنجم                          | آن اتریش                    | کن آناکین                   | بو بریجز            | کلمبیا پیکچرز              | | [ ۵۴ ] |
| ۲۰۰۹ | I Remember Better When I Paint        | راوی                        | Eric Ellena Berna Huebner   | —                   | French Connection Films    | صداپیشه | [ ۵۵ ] |

### فیلم کوتاه
| سال  | عنوان                                | نقش                         | کارگردان           | Leading man | استودیو           | توضیحات                                                      | منبع   |
| ---- | ------------------------------------ | --------------------------- | ------------------ | ----------- | ----------------- | ------------------------------------------------------------ | ------ |
| ۱۹۳۵ | A Dream Comes True                   | خودش (در عنوان بندی نیامده) | —                  | —           | برادران وارنر     | About the making of A Midsummer Night's Dream                | [ ۵۶ ] |
| ۱۹۳۶ | The Making of a Great Motion Picture | خودش (در عنوان بندی نیامده) | —                  | —           | برادران وارنر     | About the making of Anthony Adverse                          | [ ۵۶ ] |
| ۱۹۳۷ | A Day at Santa Anita                 | خودش (در عنوان بندی نیامده) | Bobby Connolly     | —           | برادران وارنر     | Stars attended a horse race at the famed racetrack           | [ ۵۶ ] |
| ۱۹۳۷ | Screen Snapshots Series 16, No. 10   | خودش                        | Ralph Staub        | —           | کلمبیا پیکچرز     | Stars and their pets attend a swim meet                      |        |
| ۱۹۴۰ | Cavalcade of the Academy Awards      | خودش                        | —                  | —           | برادران وارنر     | Highlights of acceptance speeches for films released in 1939 |        |
| ۱۹۴۲ | Breakdowns of 1942                   | خودش (در عنوان بندی نیامده) | —                  | —           | برادران وارنر     | Annual dinner for the staff at Warner Bros.                  |        |
| ۱۹۴۳ | Show Business at War                 | خودش                        | Louis de Rochemont | —           | استودیو قرن بیستم | Newsreel about progress of the Hollywood war effort          |        |

### کار تلویزیونی
| سال  | عنوان                                  | نقش                   | کارگردان                  | Leading man   | شبکه پخش                | توضیحات | منبع   |
| ---- | -------------------------------------- | --------------------- | ------------------------- | ------------- | ----------------------- | --- | ------ |
| ۱۹۶۶ | ABC Stage 67                           | اِلی تامپسون           | سام پکینپا                | جیسون روباردز | شرکت پخش رسانه‌ای آمریکا | قسمت: "Noon Wine" | [ ۵۷ ] |
| ۱۹۷۲ | The Screaming Woman                    | لارا وِینات            | جک اسمایت                 | اد نلسون      | شرکت پخش رسانه‌ای آمریکا | فیلم | [ ۵۶ ] |
| ۱۹۷۹ | ریشه‌ها: نسل‌های بعدی                    | خانم وارنر            | جان ارمن Charles S. Dubin | جیمز ارل جونز | شرکت پخش رسانه‌ای آمریکا | مینی‌سریال (۲ قسمت) | [ ۵۶ ] |
| ۱۹۸۱ | The Love Boat                          | خاله هیلی             | Ray Austin                | گوین مکلئود   | شرکت پخش رسانه‌ای آمریکا | قسمت: "Aunt Hilly" |        |
| ۱۹۸۲ | Murder Is Easy                         | هُنُریا واینفلیت        | Claude Whatham            | بیل بیکسبی    | سی‌بی‌اس                  | فیلم | [ ۵۶ ] |
| ۱۹۸۲ | The Royal Romance of Charles and Diana | الیزابت، شهبانوی مادر | Peter Levin               | کریستوفر بِینز | سی‌بی‌اس                  | فیلم | [ ۵۶ ] |
| ۱۹۸۶ | North and South: Book II               | خانم نیِل              | کوین کانر                 | پاتریک سوویزی | شرکت پخش رسانه‌ای آمریکا | مینی‌سریال (۶ قسمت) | [ ۵۶ ] |
| ۱۹۸۶ | Anastasia: The Mystery of Anna         | ماریا فیودوروونا      | ماروین جی. چامسکی         | رکس هریسون    | ان‌بی‌سی                  | - برنده – Golden Globe Award for Best Supporting Actress – Series, Miniseries or Television Film - نامزد — Emmy Award for Outstanding Supporting Actress – Miniseries or a Movie | [ ۵۶ ] |
| ۱۹۸۸ | The Woman He Loved                     | خاله بِسی ماری‌مَن       | چارلز جروت                | آنتونی اندروز | سی‌بی‌اس                  | فیلم (آخرین فیلم) | [ ۵۶ ] |